# Gaskæmpe
En gaskæmpe (også gasplanet eller joviansk planet) er en type planet der, modsat Jorden, ikke har nogen fast overflade. Hele planeten består af gasser, primært brint og helium. Det menes dog, at nogle af dem kan have en lille fast kerne i midten. Gaskæmper er som regel meget store i forhold til klippeplaneter som Jorden. I Solsystemet udgør gasplaneterne 98 % af den samlede masse, som kredser om Solen. I vores solsystem findes der fire gaskæmper:
- Jupiter
- Saturn
- Uranus
- Neptun

## Gaskæmper i andre solsystemer
Nogle af de første planeter udenfor vores solsystem, som astronomer opdagede var gaskæmper. Der er i alt blevet fundet 1.535 gaskæmper frem til 2022. En hot Jupiter er beskrivelsen af en planet, der minder om Jupiter, men som kredser meget tæt på dens stjerne og dermed er mange tusind grader varm. Mange af de hot Jupiters der kendes til er også over en milliard år gammel. Nogen hot Jupiter's er så tæt på dens stjerne, at det kun tager dem 18 timer at kredse rundt om dens stjerne.